# Masami Ochiai
Masami Ochiai né le 9 septembre 1959 à Tokyo est un homme d'affaires japonais. Il a été président de la firme de jeux Index cotée à la bourse de Tokyo mais aussi président du Grenoble Foot 38.
Membre de la société multinationale japonaise « Index Corporation » dont il est le numéro 1, il devient l'actionnaire majoritaire du club de foot français en succédant à son compatriote et associé Kazutoshi Watanabe, principal propriétaire du club depuis 2004.
Mais en 2010 et 2011, son entreprise doit faire face à de graves difficultés financières et le couple Ochiai maquille les comptes de la firme pour l'exercice comptable 2011-2012. Masami Ochiai est arrêté avec sa femme en mai 2014 pour avoir formulé des déclarations mensongères de revenus de sa société. Sa société est placée sous le régime des faillites et n'est plus cotée à la bourse de Tokyo en juin 2013. Parallèlement le club grenoblois évoluant en ligue 1 descend en ligue 2 en août 2010 et sans soutien financier se retrouve en liquidation judiciaire à la fin de la saison avec une dette de 2,9 millions d'euros et l'ensemble de son personnel licencié.